# 陳聲
陳聲（?—273年），孫吳政治人物，曾受到吳末帝孫皓寵幸。

## 生平
陳聲在孫休時期當官，之後在孫皓時期受到寵幸，升職為中書丞。陸凱曾經上書勸諫孫皓，將陳聲和曹輔列為「斗筲小吏」，陸凱還向孫皓表示此二人在孫休時期不被孫休所用。之後陳聲與萬彧詆毀王蕃，也成為王蕃被處殺的遠因之一。之後陳聲就任司市中郎將。
鳳凰二年（273年），孫皓愛妾派近侍到市場搶奪民眾財產，陳聲恃著是孫皓的寵臣並將之逮捕。之後愛妾將此事投訴給孫皓，孫皓大怒，藉其他事情收捕陳聲，並將陳聲以熱鋸鋸斷頭顱而死，屍體從四望台拋下。